# Rhetinantha mariaisabeliae
Rhetinantha mariaisabeliae är en orkidéart som först beskrevs av John T. Atwood, och fick sitt nu gällande namn av Mario Alberto Blanco. Rhetinantha mariaisabeliae ingår i släktet Rhetinantha och familjen orkidéer.
Artens utbredningsområde är Bolivia. Inga underarter finns listade i Catalogue of Life.